# Карапетян, Грайр Карленович
Грайр Карле́нович Карапетя́н (арм. Հրայր Կարապետյան, 11 августа 1963, Ереван) — Генеральный консул Республики Армения в Санкт-Петербурге.

## Дата и место рождения
Родился 11 августа 1963 года в Ереване.

## Биография
- 1970—1980 — Ереванская средняя школа № 135.
- 1980—1981 — рабочий на Ереванском ламповом заводе.
- 1981—1985 — Армянский государственный педагогический институт им. Х.Абовяна, затем продолжил образование в аспирантуре того же института. Защитил диссертацию на тему «Проблемы гражданского воспитания учащихся в системе национального образования».
- 1985—1990 — работал в качестве учителя в школе села Нор-Гех, затем в ереванской школе № 181.
- 1985—1987 — состоял членом организации «Зангакатун».
- 1987—1989 — состоял в рядах организации «Миацум», в те же годы редактировал журнал «Зангакатун».
- С 1989 — вступил в ряды Армянской Революционной Федерации Дашнакцутюн. Награждён орденами и медалями министром обороны Армении, премьер-министром Армении, председателем Совета Федерации Российской Федерации.
- 1990—1995 — избран членом центрального комитета АРФД. Автор десятков законов и законодательных инициатив. Кандидат педагогических наук, автор ряда научных пособий и работ.
- 1990—1992 — совместно с Татулом Крпеяном, Шагеном Мегряном и другими ополченцами участвовал в организации самообороны Чайкенда (Геташена), Шаумяна, Бердадзора, Мардакерта[1].
- 1996—1998 — избран членом Верховного органа АРФД.
- 1998—2003 — был марзпетом (губернатором) Арагацотнской области.
- 2003—2007 — депутат парламента. Руководитель фракции АРФД.
- 2007—2012 — депутат Национального собрания Армении.
- С 20 мая 2008—2009 вице-спикер парламента Армении.

Грайр Карапетян в ноябре 2013 г. назначен Генеральным консулом Республики Армения в Санкт-Петербурге.

## Образование
В 1980 г. окончил среднюю школу № 135 г. Еревана.
Кандидат педагогических наук, автор ряда научных пособий и работ.
Офицер запаса.
1998—2003 гг. — руководитель областной администрации Арагацотна РА.
2003—2012 гг. — депутат Национального Собрания РА по пропорциональной избирательной системе от партии АРФД.
2003—2007 гг. — руководитель фракции АРФД НС.
2008—2009 гг. — заместитель Председателя НС РА.
2009—2012 гг. — председатель Постоянной комиссии по обороне, национальной безопасности и внутренним делам НС РА.
Автор множества законов и законодательных инициатив.
Руководитель межпарламентской комиссии «Армения — Беларусь» и межпарламентской группы дружбы «Армения — Польша».
2003—2012 гг. — постоянный член Комиссии межпарламентской ассамблеи СНГ и межпарламентской ассамблеи ОДКБ.
2009—2012 гг. — заместитель председателя Комиссии межпарламентской ассамблеи СНГ по обороне и безопасности.
2006—2013 гг. — преподавал в Ереванском государственном университете.
В ноябре 2013 г. назначен Генеральным консулом Республики Армения в Санкт-Петербурге.

## Ордена
- Награждён Председателем Национального Собрания РА, Премьер-министром РА, Министром обороны РА орденами и медалями.
- Награждён Председателями Совета Федерации Российской Федерации высшими орденами и медалями СНГ.
- Медаль «МПА СНГ. 25 лет» (27 марта 2017 года, Межпарламентская ассамблея СНГ) — за за заслуги в деле развития и укрепления парламентаризма, за вклад в развитие и совершенствование правовых основ функционирования Содружества Независимых Государств, укрепление международных связей и межпарламентского сотрудничества[2].

## Владение иностранными языками
Русский, английский.

## Семейное положение
Женат, имеет 3 детей и 4 внуков.